# فياتشيسلاف سوكريستوف
فياتشيسلاف سوكريستوف، من مواليد 1 يناير 1961، لاعب كرة قدم سوفيتي ليتواني سابق، ومدرب كرة قدم ليتواني حالي.
لعب مع منتخب الاتحاد السوفيتي لكرة القدم.

## روابط خارجية
- فياتشيسلاف سوكريستوف على موقع الاتحاد الأوربي (الإنجليزية)
- فياتشيسلاف سوكريستوف على موقع قاعدة بيانات كرة القدم.إي يو (الإنجليزية)
- فياتشيسلاف سوكريستوف على موقع ناشيونال فوتبول تيمز (الإنجليزية)